# Togwotee Pass
Togwotee Pass, uitgesproken als too-ga-tie, is een hoge, verharde bergpas in het Absarokagebergte, een deel van de Rocky Mountains in de Amerikaanse staat Wyoming. De pas ligt op de Continental Divide op een hoogte van 2.943 meter (9658 ft.). De Togwotee Pass ligt tussen Moran Junction, in de Jackson Hole-vallei in Teton County, en Dubois in Teton County. De pas wordt overgestoken door U.S. Route 287 en U.S. Route 26, ongeveer 40 km ten oosten van Moran Junction en 80 km ten noordwesten van Dubois.
Togwotee Pass is gelegen tussen de 3.269 meter hoge Two Oceans Mountain en de 3.309 meter hoge Breccia Peak. Het is de voornaamste toegangsweg vanuit oost-Wyoming naar Grand Teton National Park, waardoor de westzijde van de pas uitzicht biedt op het Tetongebergte en de Cathedral Group. De pas is gelegen in het Bridger-Teton National Forest en krijgt ’s winters vaak te maken met hevige sneeuwval. De pas ligt bijna jaarlijks onder een sneeuwtapijt van meer dan 7,5 meter, die in uitzonderlijke gevallen zelfs oploopt tot 15 meter. Hierdoor is de pas ’s winters vaak afgesloten en is ze een voorname wintersportlocatie.
De pas is vernoemd naar Togwotee, een leider van de Sheepeaterstam, een tak van de Shoshone, onder opperhoofd Washakie. Togwotee gidste een Amerikaanse expeditie over de pas in 1873.